# Pechanga Arena
El Pechanga Arena (conocido anteriormente como San Diego Sports Arena o Valley View Casino Center) es un recinto deportivo localizado en Sports Arena Blvd en Point Loma, San Diego, California al lado de la Interestatal 8.
El pabellón fue construido en 1966 por Robert Breitbard, un héroe local de fútbol de la Preparatoria Hoover y la Universidad Estatal de San Diego, a un coste "modesto" de $6.4 millones de dólares.
Fue inaugurado el 17 de noviembre de 1966, cuando más de 11 000 seguidores de hockey miraban ganar la primera temporada de los San Diego Gulls (después fue un miembro del Western Hockey League), 4–1, contra los Seattle Totems.
Tiene una capacidad para 12 000 personas en modo de arena fútbol, 12 920 para hockey sobre hielo, 14 500 para baloncesto y tenis, 5450 para conciertos de anfiteatros y shows, entre 8900 y 14 800 para conciertos de arena, 13 000 para shows sobre hielo y circos, y 16 100 para boxeo y lucha.
En 2000, la revista Amusement Business/Billboard Magazine listó al arena como la "instalacó #1" en la nación con capacidad para 10 001 a 15 000 asientos. La misma revista lo clasificó en el #2 en 2002 y como el #5 en 2003. En 2007, el arena fue puesto en el #5 por la revista Billboard.